# Карташов, Сергей Александрович
Сергей Александрович Карташов (2 июля 1951, Москва — 28 февраля 2024) — российский учёный-экономист, доктор экономических наук, профессор, почётный работник высшего профессионального образования, Лауреат Премии Правительства Российской Федерации в области образования (2005), автор учебников, книг и статей по проблемам безработицы, использования трудовых ресурсов, социальной защиты, профессиональной подготовки и переподготовки населения, рекрутингу персонала и управления человеческими ресурсами.

## Биография
Родился 2 июля 1951 года в Москве.
Окончил Московский институт народного хозяйства им. Г. В. Плеханова по специальности «Экономика труда». В период 1973—1974 гг. проходил службу в Спецназе Северного флота Североморска. В 1974 г. отмечен нагрудным знаком Военно морского флота «За дальний поход». В 2004 г. вручена медаль «Ветеран ВМФ».
Работал начальником Управления по труду и социальным вопросам Главного управления по труду и социальным вопросам Мосгорисполкома. В 1991 году был одним из создателей Московской биржи труда. С 1991 по 1998 гг. работал первым заместителем руководителя департамента труда и занятости Правительства г. Москвы. Одновременно занимался научной работой.
В 1998 году защитил докторскую диссертацию по теме: «Занятость и безработица — методология и механизм государственного регулирования: На примере крупного города».
С 1998 по 2004 гг. был профессором кафедры «Управление человеческими ресурсами» и заведующим кафедрой социальных коммуникаций «РЭА имени Г. В. Плеханова» г. Москва.
С 2004 года работал деканом, потом проректором РЭА имени Г. В. Плеханова. Член редакционной коллегии журнала «Вестник Российского государственного торгово-экономического университета».
В период с 2014 по 2016 гг. был директором НИИ труда и социально-трудовых отношений ФГБОУ ВО «Российский экономический университет имени Г. В. Плеханова» г. Москва.
В 2017—2019 гг. был руководителем Центра занятости населения Рязанской области Министерства труда и социальной защиты населения Рязанской области. Являлся инициатором реорганизации и модернизации регионального Центра занятости населения (Рязанская область). Разработал и внедрил систему дополнительного профессионального обучения безработных граждан. Научный руководитель и участник приоритетного проекта «Центр занятости — новый формат».
С 2018 по 2024 гг. был заведующим кафедрой управления человеческими ресурсами (УЧР) Рязанского института развития образования (РИРО), а также руководителем научной школы «Управление трудовыми ресурсами и регулирование занятости».
Член редакционной коллегии журнала «Современное образование: наука и практика».
В 2019—2020 гг. занимал должность советника ректора РГУ им. С. Есенина, директор НИИ труда и социально-трудовых отношений РГУ им. С.Есенина, руководитель научной школы.
С 2020 по 2024 гг. — профессор кафедры экономик труда и управление персоналом ОУП ВО «Академии труда и социальных отношений» г. Москва.
С 2022 по 2024 гг. был руководителем научной школы «Экономика труда и народонаселение» АТиСО г. Москва.
С 2023 по 2024 гг. — профессор кафедры «Теория менеджмента и бизнес-технологий» РЭУ имени Г. В. Плеханова г. Москва.
Скончался 28 февраля 2024 года на 73-м году жизни. Похоронен на Ваганьковском кладбище Москвы.

## Образование, учёные степени
- Московский институт народного хозяйства имени Г. В. Плеханова, специальность «Экономика труда» (1973 г.).
- Кандидат экономических наук[11].
- Доктор экономических наук (1998 г.).
- В 2001 году присвоено звание профессора по кафедре «Управление человеческими ресурсами».
- Стаж научно-педагогической работы более 40 лет.
- Подготовил 7 кандидатов экономических наук по специальностям 08.00.05 — «Экономика, планирование, организация управления народным хозяйством и его отраслями», 08.00.07 — «Экономика труда».

## Научная деятельность
Научная деятельность Карташова связана с изучением проблем развития рынка труда. Под его руководством была организована система трудоустройства безработных в Москве. Является автором концепции управления региональным рынком труда. Вопросы становления и развития службы занятости населения, формирование ее структуры. основные формы деятельности подробно рассматриваются в работах: Рынок труда и занятость населения. 50 лет в службе занятости. В 2 т. Т. 1, Т. 2.; сборник научных трудов / С. А. Карташов, Л. Н. Тохтиева. — М.: Директ-Медиа, 2023. Развитие системы профессиональной переподготовки безработных граждан как направление государственной политики занятости населения: монография / Карташов С. А. , О. С. Соколов, С. А. Шапиро С. А. / под ред. С. А. Карташова, С. А. Шапиро. — М.: Директ-Медиа, 2023. — 114 с. Становление и развитие государственной службы занятости населения в Российской Федерации / С. А. Карташов, К. Г. Кязимов, Л. Н. Тохтиева, С. А. Шапиро. — М.: Директ-Медиа, 2022. — 236 с.
Лауреат II Всероссийского конкурса учебников и учебных пособий «Doctor Nobilis», г. Москва, 2023 г. — Теория труда / Н. Г. Вишневская, И. В. Гуськова, А. Л. Жуков [и др.]. — Москва : ООО «Директ-Медиа», 2022. — 400 с.
Лауреат IV Всероссийского конкурса монографий «Фундамент науки», г. Москва, 2024 г. — Развитие талантов в организации как метод повышения эффективности труда работников / Карташов С. А., Конобеева А. Б., Шапиро С. А. — М.: Директ-Медиа, 2023. — 268 с.

## Награды и звания
- Благодарность Федерации Независимых Профсоюзов России (2023 г.);
- Благодарность Государственной Думы Российской Федерации (2021, 2016, 2011, 2006 гг.);
- Благодарность Федеральной службы по труду и занятости (2021 г., 2011 г.);
- Знак губернатора Рязанской области «125 лет со дня рождения С. А. Есенина» (2021 г.);
- Почётная грамота ректора АТиСО (2021 г.);
- Почетная грамота ректора «Рязанского института развития образования» (2021 г.);
- Благодарностью ректора «РЭУ имени Г. В. Плеханова» за плодотворное сотрудничество и значительный вклад в развитие системы органов занятости (2021 г.);
- Почётная грамота губернатора Рязанской области (2019 г.);
- Памятный нагрудный знак «20 лет Ташкентскому филиалу Российского экономического университета им. Г. В. Плеханова» (2015 г.);
- Орден «Генерал армии Маргелов» (2011 г.);
- Медаль «20 лет Государственной службы занятости населения» (2011 г.);
- Медаль «300 лет Михаилу Васильевичу Ломоносову» (2011 г.);
- Почётный работник высшего профессионального образования Российской Федерации (Приказ Минобрнауки № 964 от 08.07.2011 г.);
- Медаль «50 лет ФГУ „Аналитический центр при Правительстве Российской Федерации“ (2009 г.);
- Медаль „За труды в просвещении“ (2009 г.);
- Лауреат Премии Правительства Российской Федерации в области образования (2005 г.)[15];
- Медаль «В память 850-летия Москвы» (1997 г.);
- Почетная грамота Исполкома Гагаринского районного Совета народных депутатов г. Москвы (1989 г.).

## Публикации
Автор более 130 научных публикаций. Основные публикации и учебники, подготовленные С. А. Карташовым:
- Карташов С. А., Кашаев А. А., Тохтиева Л. Н. Опыт реформирования рязанской службы занятости [Монография] / С. А. Карташов, А. А. Кашаев, Л. Н. Тохтиева, А. С. Трушин, О. С. Соколов; под ред. С. А. Карташова // Обл. гос. бюдж. учр-е доп. проф. образ-я „Ряз. ин-т развития образования“. — Рязань, 2021. — 226 с.
- Карташов С. А. 100 лет от биржи труда к службе занятости Рязанской области [Монография] / И. М. Греков. В. С. Емец, С. А. Карташов; под ред. С. А. Карташова. — Рязань: Ряз. Гос. университет им. С. А. Есенина, 2018. −188 с.[16]
- Карташов С. А. Служба занятости — новый формат [Монография] / Н. В. Любимов, В. С. Емец, С. А. Карташов; под ред. С. А. Карташова. — Рязань: Ряз. гос. университет им. С. А. Есенина, 2018. — 316 с.
- Карташов С. А. Возникновение организаций по содействию занятости населения / Л. Н. Тохтиева, С. А. Карташов // Вестник Рязанского государственного университета им. С. А. Есенина. — Рязань, 2018. — С. 32-38.
- Карташов С. А. Нормативно-правовые основы взаимодействия работодателей с органами службы занятости / С. А. Карташов, А. В. Демидова // сб. науч. трудов Дорожно-транспортный комплекс: состояние, проблемы и перспективы развития: материалы XIII респуб. техн. науч.-практ. конф. (Чебоксары, 21-22 марта 2019 г.) — Чебоксары. 2019 — С. 281—288.
- Карташов С. А. Кадровая политика и кадровое планирование в 2 ч. Часть 1: учебник и практикум для академического бакалавриата / С. А. Карташов, Ю. Г. Одегов, М. Г. Лабаджян. −2-е изд. перераб. и доп. М.: Юрайт, 2017. — 202 с. ISBN 978-5-534-02242-1, ISBN 978-5-534-02240-7
- Карташов С. А. Кадровая политика и кадровое планирование в 2 ч. Часть 2: учебник и практикум для академического бакалавриата / С. А. Карташов, Ю. Г. Одегов, М. Г. Лабаджян. — 2-е изд. перераб. и доп. М.: Юрайт, — 2017. — 283 с. ISBN 978-5-534-02239-1
- Карташов С. А. Управление человеческими ресурсами/ С.А Карташов, В. В. Лукашевич, Ю. Г. Одегов, А. Е. Шкляев // Учебник под ред. Ю. Г. Одегова, В. В. Лукашевича. — М.: КноРус. — 2017. — 222 с. Переиздание учебника 2020г. ISBN 9785406075722
- Карташов С. А. Исторические этапы становления государственной службы занятости в Российской Федерации // С. А. Карташов, Л. Н. Тохтиева // Современное образование: наука и практика. — № 2. — Рязань, — 2018. — С. 14-17.
- Карташов С. А. Современные теории мотивации труда и реальная экономика // В. Е. Аваев, С. А. Карташов, Л. Н. Тохтиева // Вестник Омского университета. Серия: Экономика. 2016. — № 4. — С. 58-65.
- Карташов С. А. Рекрутинг как система: содержание и основные технологии работы / С. А. Карташов, Ю. Г. Одегов, Г. Г. Руденко и др. // Международный журнал экспериментального образования. — 2016. — № 1 — С. 156.
- Карташов С. А. Управление человеческими ресурсами: учебник / под. ред. Ю.Г Одегова, В. В. Лукашевича, С. А. Карташов. — М.: КНОРУС, 2015. — 222 с.
- Карташов С. А. Управление человеческими ресурсами в системе формирования корпоративных ценностей вуза / под ред. С. А. Карташова. — М.: ФГБОГУ ВПО „РЭУ им. Г. В. Плеханова“, 2015. — 296 c.
- Карташов С. А. Реалии современного менеджмента/ Ю. Г. Одегов, С. А. Карташов, Е. В. Логинова. — М.: МГИИТ, 2015. — 282 с.
- Карташов С. А. Рекрутинг как система: содержание и основные технологии работы / Ю. В. Долженкова, Ю. Г. Одегов, С. А. Карташов и др. — М.: ФГБОУ ВПО „РЭУ им. Г. В. Плеханова“, 2015. — 312 с.
- Карташов С. А. Занятость населения моногородов — проблемы и решения / С. А. Карташов, А. В. Санников // Вестник РГЭТУ. — № 10. 2014. — С. 65-80.
- Карташов С. А. Управление талантами как HR-технология. — Омск: Омский государственный университет им. Ф.М. Достоевского, 2013. — 85-94 с.
- Карташов С. А. Рекрутинг: наём персонала: учебное. — М.: Экзамен, 2002. — 318 с. — ISBN 5946920987, ISBN 9785946920988.
- Карташов С. А. Трудоустройство: поиск работы. — М.: Экзамен, 2002. — 383 с. — ISBN 5946920995. — ISBN 9785946920995.
- Карташов С. А. Персонал: словарь понятий и определений. — М.: Экзамен, 2000. — 511 с. — ISBN 5821200636.
- Карташов С. А. Технология управления персоналом. Настольная книга менеджера.. — М.: Экзамен, 1999. — 576 с. — ISBN 5821200644.
- Карташов С. А. Социальная типология безработных и их психологические особенности. — М.: Финстатинформ, 1999. — 55 с. — ISBN 585786600297, ISBN 9785786600293.
- Карташов С. А. Социальная динамика безработицы в Москве» (англ.) С. А. Карташов, С. Л. Дановский // Социологические исследования. 1998. — № 12. — С. 44-47.
- Карташов С. А., Одегов Ю. Г. Рынок труда: проблемы формирования и управления на примере г. Москвы. — М.: Финстатинформ, 1998. — 694 с. — ISBN 9785786600262.
- Карташов С. А. Занятость населения и управление системой его профессионального образования. — М., 1996. — 22 с.

## Доклады и конференции
- XVII Республиканской технической научно-практической конференции «ДОРОЖНО-ТРАНСПОРТНЫЙ КОМПЛЕКС: СОСТОЯНИЕ, ПРОБЛЕМЫ И ПЕРСПЕКТИВЫ РАЗВИТИЯ» 28 марта 2018 г. Приглашённый докладчик. Секция 5 -ЭКОНОМИКА И МЕНЕДЖМЕНТ. стр. 21.